# داستان شتر گریان
«داستان شتر گریان» (به زبان مغولی: Ингэн нулимс) یک فیلم آلمانی، مغولی در سبک مستند و درام است که در سال ۲۰۰۳ منتشر شد.

## موضوع فیلم
وقتی جدیدترین بچه شتر یک خانواده چادرنشین مغول توسط مادرش طرد می‌شود، برای تغییر نظر مادرش به یک موسیقیدان احتیاج دارد تا تغییراتی در ذهنیت او ایجاد کند و...